# Fotis Kafatos
Fotis Constantine Kafatos (em grego: Φώτης Καφάτος) (Heraclião, 16 de abril de 1940 — Heraclião, 18 de novembro de 2017) foi um entomologista grego.
Bacharel em biologia pela Universidade Cornell, doutorado pela Universidade Harvard, em 1965.
Foi membro da Royal Society, da Pontifícia Academia das Ciências, da Académie des Sciences e da Academia Nacional de Ciências dos Estados Unidos.